# 伊藤美奈子
伊藤 美奈子（いとう みなこ、1974年10月23日 - ）は、日本の元女優。神奈川県横浜市出身。元アミューズ所属。

## 出演

### テレビドラマ
- 裸の大将放浪記 第48話「二人の清と婆ちゃんと」（1991年、関西テレビ） - 山上千代 役
- ハイスクール大脱走（1991年、テレビ東京）
- 竹内まりや女のドラマSP オンナって不思議 第1話「ロストバージン」（1991年9月27日、TBS）
- 鎌倉恋愛委員会 第11回・第2話「誰よりも僕を愛す」（1991年、TBS）
- 連続テレビ小説『おんなは度胸』（1992年、NHK）- 山代玲子 役
- 清左衛門残日録 第6話「梅咲くころ」（1993年、NHK）
- 子子家庭は危機一髪（1993年、TBS）- 大岡幸代 役
- 十時半睡事件帖 第6話「合わせて一つ」（1994年、NHK） - 妙 役
- ヒロインたちの反乱 夏木マリ篇（1997年、WOWOW）
- 土曜ワイド劇場「名探偵由利麟太郎 蝶々殺人事件」（1998年12月5日、テレビ朝日） - 志賀亜弓 役
- しくじり鏡三郎（1999年、NHK）

### バラエティ
- 夢で逢えたら（1991年、フジテレビ） - 準レギュラー
- ダウンタウンのごっつええ感じ（1991年12月 - 1992年3月、フジテレビ） - レギュラー
- 驚きももの木20世紀（ABCテレビ）

### 映画
- 右向け左! 自衛隊へ行こう（1995年） - 三等陸曹・立花千晴 役
- ひめゆりの塔（1995年）- 比嘉藤子 役
- アトランタ・ブギ（1996年）- 観客 役

### CM
- カルビー 「エスニカンチップス」
- 1994 松下電工

### 舞台
- お侠